# Allan Gray
Allan Gray (geboren als Josef Zmigrod am 23. Februar 1902 in Tarnau, Österreich-Ungarn; gestorben am 10. September 1973 in Amersham, Großbritannien) war ein österreichisch-britischer Komponist.

## Leben
Josef Zmigrod studierte in Berlin während der 1920er Jahre unter anderem bei Arnold Schönberg. Er komponierte für Max Reinhardts Theateraufführungen, schrieb für eine große Anzahl musikalischer Revuen und Rundfunkkomödien. Er vertonte als Komponist von Trude Hesterbergs Wilder Bühne und dem Kabarett Die Rampe unter anderem Texte von Erich Kästner, Kurt Tucholsky, Joachim Ringelnatz, Marcellus Schiffer und schrieb Chansons für Werner Fincks Kabarett Die Katakombe. Anfang der dreißiger Jahre begann er, für den Film zu arbeiten.
Gray verließ Deutschland nach der nationalsozialistischen Machtergreifung und ließ sich im englischen Amersham nieder. Seinen Künstlernamen wählte er sich als Reverenz an Oscar Wildes Dorian Gray. Er komponierte die Bühnenmusik für drei Shakespeare-Inszenierungen am Arts Theatre London. 1940/41 wurde er auf der Isle of Man interniert. Gray arbeitete für London Films und später für die Produzenten, Regisseure und Drehbuchautoren Michael Powell und Emeric Pressburger. Insgesamt listet die Internet Movie Database (IMDb) fast 50 Filme mit seiner Musik auf, darunter so bekannte Streifen wie Emil und die Detektive (als Allan Grey), Berlin – Alexanderplatz (beide 1931) und African Queen (1951).
Seine wohl bekannteste Komposition ist das Lied Flieger, grüß mir die Sonne mit dem Text von Walter Reisch, das Hans Albers für den Film F.P.1 antwortet nicht am 7. Juli 1932 aufnahm. Das Lied wurde seitdem von vielen anderen Sängern und Musikgruppen gespielt, unter anderem in den 1980er Jahren von der Band Extrabreit und von Scooter in dem Titel I’m Your Pusher benutzt.

## Filmografie (Auswahl)
- 1931: Berlin – Alexanderplatz – Regie: Phil Jutzi
- 1931: Emil und die Detektive – Regie: Gerhard Lamprecht
- 1932: Die Gräfin von Monte Christo
- 1932: Mensch ohne Namen – Regie: Gustav Ucicky
- 1932: F.P.1 antwortet nicht – Regie: Karl Hartl
- 1933: Brennendes Geheimnis – Regie: Robert Siodmak
- 1938: Kate Plus Ten
- 1939: Ohne ein Morgen (Sans lendemain)
- 1943: Leben und Sterben des Colonel Blimp (The Life and Death of Colonel Blimp) – Regie: Michael Powell, Emeric Pressburger
- 1944: A Canterbury Tale – Regie: Michael Powell, Emeric Pressburger
- 1945: Ich weiß wohin ich gehe (I Know Where I’m Going) – Regie: Michael Powell, Emeric Pressburger
- 1946: Irrtum im Jenseits (A Matter of Life and Death) – Regie: Michael Powell, Emeric Pressburger
- 1951: African Queen (The African Queen) – Regie: John Huston
- 1952: Weiße Frau im Dschungel (The Planter's Wife) – Regie: Ken Annakin
- 1955: Solang’ es hübsche Mädchen gibt – Regie: Arthur Maria Rabenalt